# Peter Hrastelj
Peter Hrastelj, slovenski politik, * 7. februar 1935, Laško, † 30. december 2018
Kot poslanec SLS+SKD je bil med leti 1996 in 2000 član 2. državnega zbora Republike Slovenije.